# Deontostoma coptochilus
Deontostoma coptochilus is een rondwormensoort uit de familie van de Leptosomatidae. De wetenschappelijke naam van de soort is voor het eerst geldig gepubliceerd in 1977 door Hope.